# توطئه
توطئه یا دسیسه (به انگلیسی: Conspiracy) به مجموعه‌ای از نقشه‌های پرحیله گفته‌می‌شود، که توسط فرد دسیسه‌گر طراحی و اجرا می‌گردد تا وی در نهایت به نتیجهٔ موردِ دلخواه خود دست‌یابد. در هنرهای نمایشی، مجموعهٔ درگیری‌ها و موانعی که یکی از شخصیت‌های نمایشنامه طراحی می‌کند تا به نتیجهٔ مورد نظر خود برسد را دسیسه می‌نامند.